# Kakudži Kakuta
Kakudži Kakuta (japonsky: 角田 覚治, Kakuta Kakudži; 23. září 1890 – pravděpodobně 2. srpen 1944) byl admirálem japonského císařského námořnictva během druhé světové války. Dosáhl hodnosti čúdžó (中将 ~ viceadmirál) a padl při americké invazi na Tinian.

## Služba

### Počátky: od kadeta po poručíka

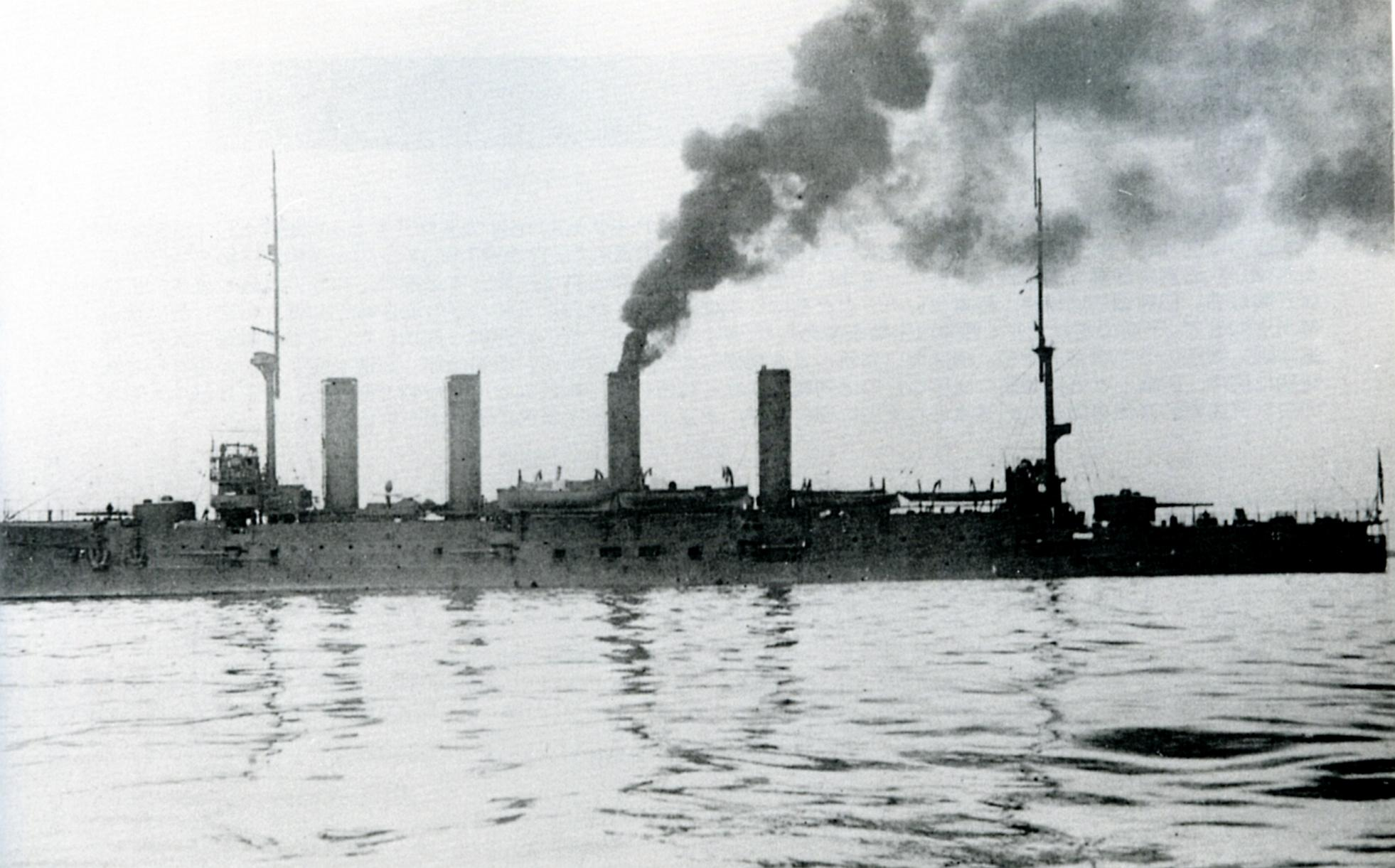
Křižník Aso (ex ruský Bajan), na kterém Kakuta prodělal své první plavby

Přihlásil se do 39. běhu japonské císařské námořní akademie (海軍兵学校, Kaigun Heigakkó), kterou ukončil v roce 1911 jako 45. ze 148 kadetů. Jako šó'i kóhosei (少尉候補生 ~ námořní kadet/lodní poddůstojník) prošel výcvikem na pancéřovém křižníku Aso a bitevním křižníku Ibuki.
V prosinci 1912 byl povýšen na šó'i (少尉 ~ podporučík) a převelen na chráněný křižník Čijoda. V roce 1913 absolvoval základní dělostřelecký a v následujícím roce i torpédový kurz. V prosinci 1914 byl povýšen na čú'i (中尉 ~ mladší poručík) a převelen na dreadnought Seccu. Na jeho palubě strávil při hlídkových plavbách v Pacifiku první rok první světové války. V prosinci 1915 byl převelen k 15. tei-tai (艇隊 ~ jednotka torpédových člunů) a v prosinci 1916 na pancéřový křižník Azuma, na kterém strávil další rok hlídkových plaveb za světové války.
V prosinci 1917 byl povýšen do hodnosti ta'i (大尉 ~ poručík) a nastoupil do kurzu B na námořní vysokou školu (海軍大学校, Kaigun daigakkó). Následující rok absolvoval pokročilý dělostřelecký kurz a od prosince 1918 sloužil necelý rok na bitevním křižníku Kirišima. V listopadu 1919 byl převelen na torpédoborec Janagi.
V prosinci 1920 se stal hlavním dělostřeleckým důstojníkem (砲術長, hódžucu čó) na chráněném křižníku Suma a v prosinci 1921 nastoupil na stejnou pozici na lehkém křižníku Tenrjú. Po tříměsíčním působení na námořním okruhu Sasebo se 1. března 1923 stal dozorčím důstojníkem dokončovacích prací (艤装員, gisou in) rozestavěného lehkého křižníku Júbari. Od 15. května 1923 potom na tomto křižníku působil opět jako hlavní dělostřelecký důstojník.

### Kapitánem

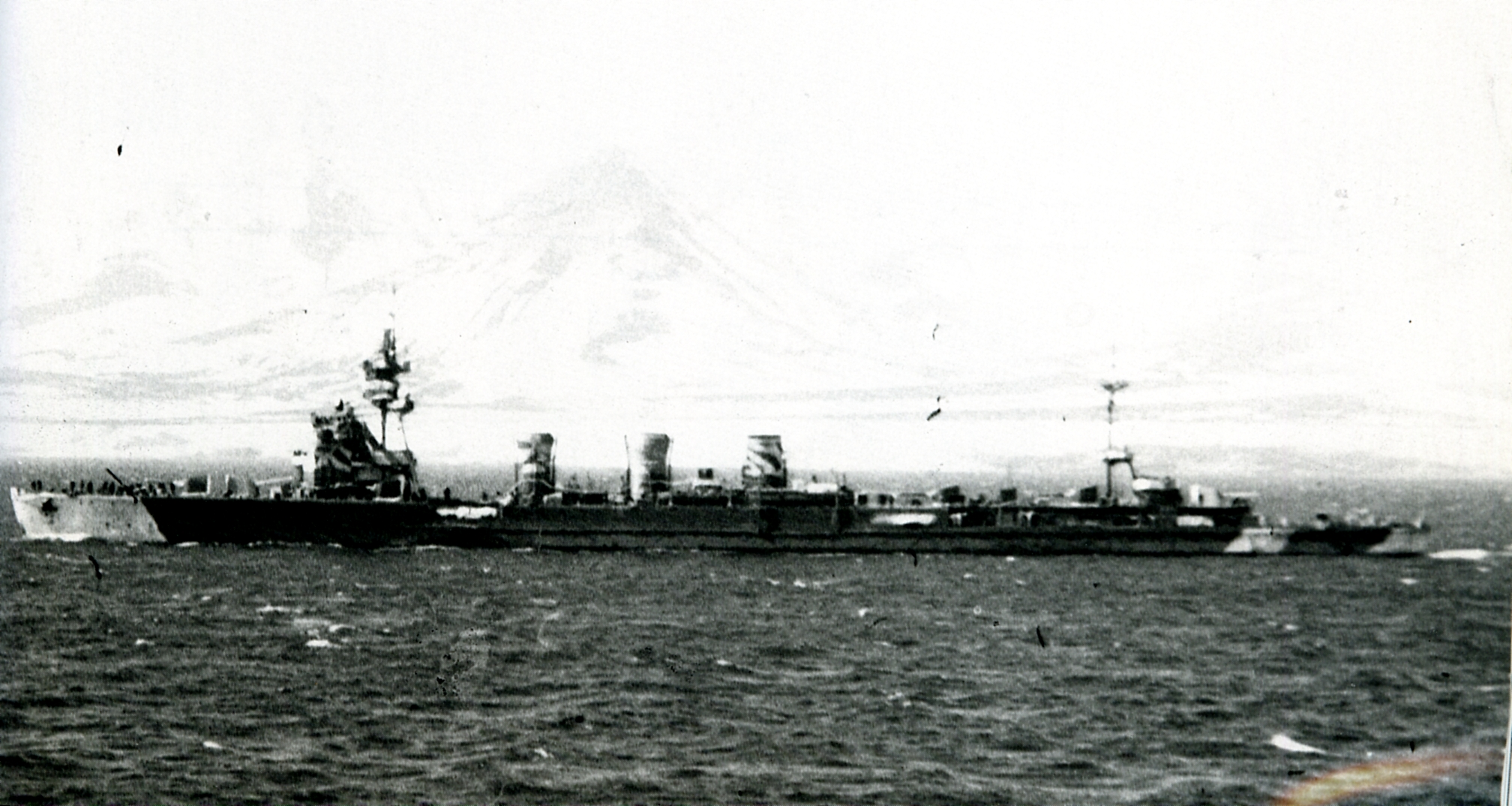
Lehký křižník Kiso byl první lodí pod Kakutovým velením

V prosinci 1923 byl povýšen do hodnosti šósa (少佐 ~ korvetní kapitán) a nastoupil do kurzu B na námořní vysoké škole. Poté byl v prosinci 1925 přidělen ke štábu 1. suirai sentai (水雷戦隊 ~ eskadra torpédoborců), kde strávil následující rok, než se v prosinci 1926 ujal funkce hlavního dělostřeleckého důstojníka na těžkém křižníku Furutaka. V listopadu 1927 se opět vrátil ke štábní činnosti, tentokrát ale u 2. kantai (艦隊 ~ loďstvo). V prosinci 1928 byl povýšen na čúsa (中佐 ~ fregatní kapitán) a převelen ke štábu 1. kantai (případně štábu Rengó Kantai?). Následující téměř čtyři roky putoval po štábech, námořním okruhu Jokosuka, či dělal instruktora v dělostřelecké a torpédovém kurzu.
V listopadu 1933 byl povýšen na taisa (大佐 ~ námořní kapitán) a 15. března 1934 se ujal svého prvního velení na vlastní lodi – lehkém křižníku Kiso. Ještě v listopadu téhož roku se ujal velení na jemu již známém těžkém křižníku Furutaka. Po roce na Furutaka se 15. listopadu 1935 ujal velení na starém pancéřovém křižníku Iwate. V prosinci 1936 se stal hlavním instruktorem na námořní akademii. V roce 1938 velel bitevním lodím Jamaširo, Nagato a poté opět Jamaširo, které se tak stalo jeho posledním velením lodi.
Od září 1939 působil Kakuta opět na jokosuckého námořního okruhu. Již 15. listopadu 1939 byl ale povýšen na šóšó (少将 ~ kontradmirál) a ujal se funkce velitele štábu (参謀長 sanbó čó) sasebského námořního okruhu. Od 15. října 1940 působil jako asistent štábu 1. kantai.

### Velitelem svazů letadlových lodí

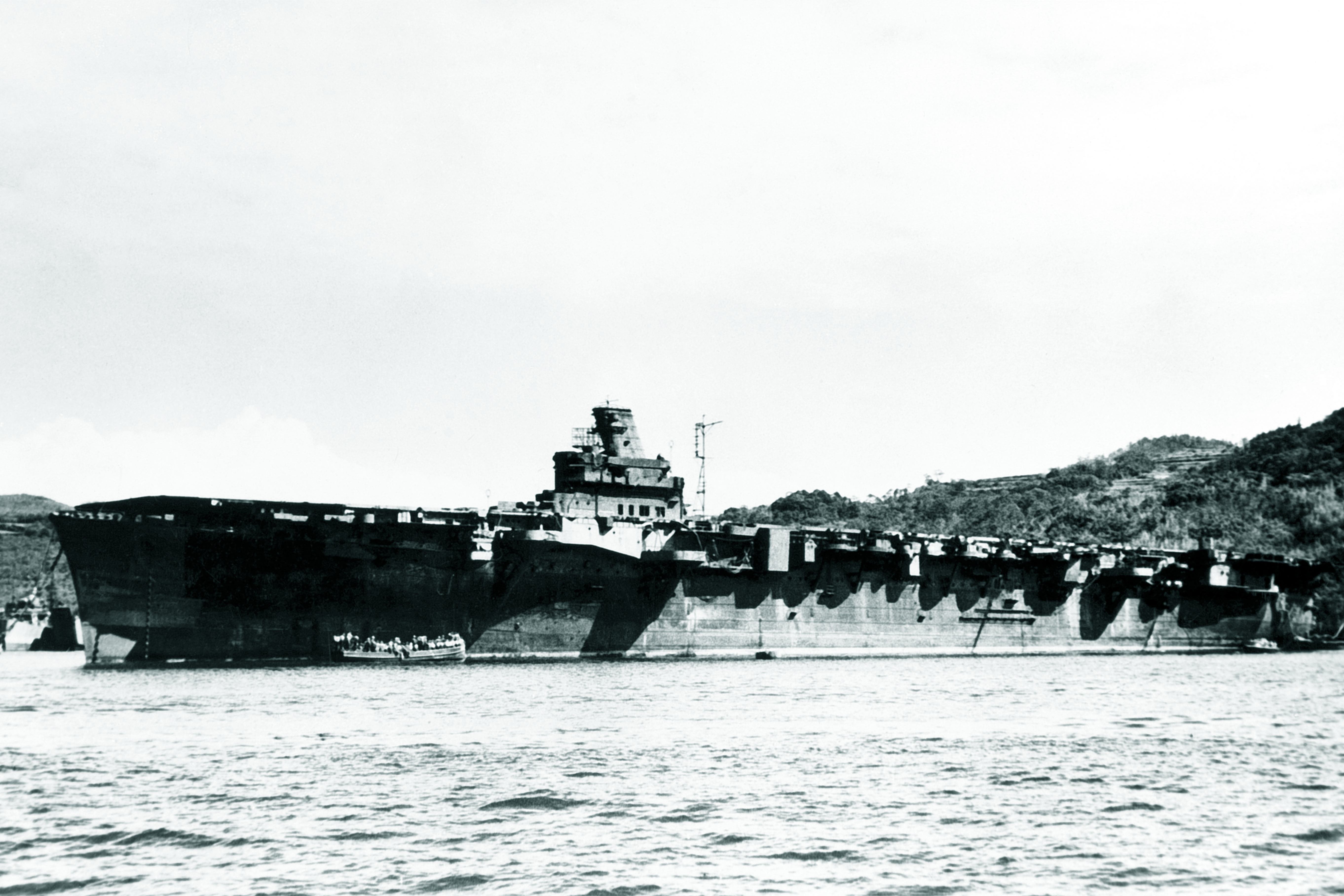
Letadlová loď Džunjó

Následovalo velení postupně třem kókú sentai (航空戦隊 ~ divize letadlových lodí). Nejprve od 15. listopadu 1940 velel 3. kókú sentai (Rjúdžó). Poté velel od 1. září 1941 4. kókú sentai 1. kókú kantai (航空艦隊 ~ letecká flota) složené z letadlové lodě Rjúdžó, nosiče hydroplánů Kasuga Maru a později (na krátko) i letadlové lodě Šóhó.
Během operace „AL“ – útoku na Aleuty v červnu 1942 – měl pod svým velením opět letadlovou loď Rjúdžó, která byla jeho vlajková, novou letadlovou loď Džunjó, nosič hydroplánů Kamikawa Maru, těžké křižníky Maja, Takao a čtyři torpédoborce.
V rámci velké pomidwayské reorganizace loďstva 14. července 1942 se Kakuta stal velitelem 2. kókú sentai 3. kantai, která byla tvořená letadlovými loděmi Rjúdžó a Hijó. Již 8. srpna mu ale byla Rjúdžó odebrána a následně potopena v bitvě u východních Šalomounů.
Dne 12. srpna přenesl Kakuta svoji kontradmirálskou standartu na Hijó. Před bitvou u ostrovů Santa Cruz měla jeho 2. kókú sentai tři letadlové lodě: vlajková Hijó, Džunjó a Zuihó. Hijó se ale kvůli požáru ve strojovně generátorů musela vrátit na Truk a Zuihó se přidala k Nagumově hlavnímu svazu. Do bitvy tak Kakuta plul pouze s jednou lehkou letadlovou lodí a doprovodem. Letouny z Džunjó zasadily další ránu USS Hornet a spíše neúspěšně se pokusily napadnout USS Enterprise.
K 1. listopadu 1942 byl Kakuta povýšen na čúdžó. Pár dní poté se s Džunjó zúčastnil námořní bitvy u Guadalcanalu.
Dne 22. května 1943 se stal pomocníkem námořního generálního štábu a 1. července 1943 byl pověřen velením 1. kókú kantai (v její nové reinkarnaci coby pozemní letecké floty).

### Smrt

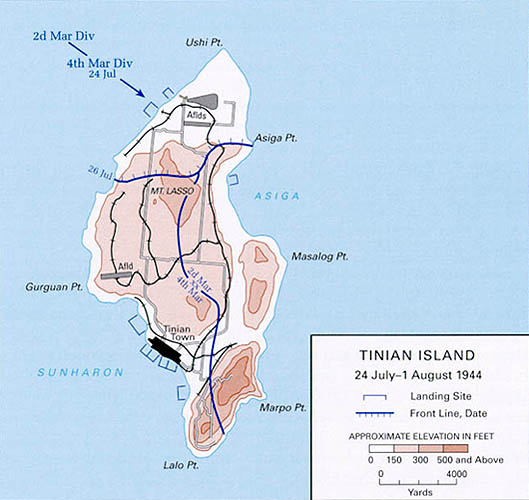
Americký postup na Tinianu

Během bitvy ve Filipínském moři v červnu 1944 velel leteckým jednotkám umístěným na Marianách. On a jeho štáb měl hlavní stan na Tinianu. Jeho letouny nedokázaly ubránit vlastní letiště před americkými nálety, ani zničit americké letadlové lodě operující u Marian. Přesto ale Kakuta podával čúdžó Ozawovi mylné informace o vlastních silách a úspěších. Dull toto Kakutovo chování označuje za snahu o „zachování tváře“.
Dne 24. července 1944 se na Tinianu vylodili Američané. Kakuta a jeho štáb se před postupujícími Američany pokusil uprchnout, ale ani jeden z pokusů o odvoz ponorkou nevyšel. Po několika neúspěšných pokusech se Kakuta a jeho štáb stáhli do jeskyně na východním pobřeží ostrova a nikdo je již nespatřil. Předpokládá se, že Kakuta spáchal sebevraždu a jeho tělo bylo pohřbeno členy štábu.